# タピット
タピット (Tapit) はアメリカ生産、調教の競走馬、種牡馬。主な勝ち鞍に2004年のウッドメモリアルステークス、2003年のローレルフューチュリティ。競走馬時代はアメリカクラシック三冠戦線の有力馬の一頭と見なされたが、度重なる病気などでアメリカクラシック三冠の前哨戦しか勝てず引退。種牡馬としては数々の活躍馬を送り出し、2014年から2016年の北米リーディングサイアーの座に就いた。

## 経歴
- 特記事項なき場合、本節の出典はEQIBASE[1]

血統の良さを買われ、1歳（2002年）時にキーンランドオクトーバーイヤリングセールで62万5000ドル（当時の為替レートで約7700万円）で落札される。
2003年10月19日、デラウェアパーク競馬場でのメイドン競走でデビューし、2着に7馬身4分の3差つけて勝利。2戦目のG3競走ローレルフューチュリティも、度重なる不利をものともせず2着に4馬身4分の3差をつけて2連勝で重賞を初めて制する。当時の様子について担当厩務員は「いたずらと遊ぶことが大好きで、『Dennis the Menace』（邦題：わんぱくデニス）のようだ。しかし、いざ走らせると別馬のように変わる」と評していた。
3歳となった2004年初戦のフロリダダービーは勝ち馬から5馬身以上離された6着に敗れ、レース後に肺感染症に罹患していることが明らかになる。いったんは回復し、ウッドメモリアルステークスを制して巻き返したものの、この際も感染症に加えて脚にできた腫瘍の影響もあり、満足のいく調教状態ではなかった。三冠第1戦のケンタッキーダービーはスマーティジョーンズの9着に終わり、その後はベルモントステークスを目指し、プリークネスステークスをも制して三冠に手がかかっていたスマーティジョーンズの強敵とも目され5月26日にはレースに向けた調教まで行っていたが、肺感染症が完治していなかったことから出走を取り止めた。夏になり、いったんはハスケルインビテーショナルハンデキャップで復帰の予定だったが、今度は喉の手術のため見送られる。秋に復帰するも、復帰戦のペンシルベニアダービーで9着に終わり、このレースを最後に引退した。

## 競走成績
以下の内容は、EQIBASEの情報および記載法に基づく。
| 出走日     | 競馬場                 | 競走名                   | 格 | 距離   | 頭数 | 枠番 (PP) | 馬番 (Pgm) | 着順 | 騎手              | 斤量（lb./kg換算） | タイム  | 着差/タイム差 | 勝ち馬/（2着）馬 |
| ---------- | ---------------------- | ------------------------ | -- | ------ | ---- | --------- | ---------- | ---- | ----------------- | ------------------ | ------- | ------------- | ---------------- |
| 2003.10.19 | デラウェアパーク       | メイドン                 |    | ダ8f   | 8    | 4         | 4          | 1着  | J. カステリャーノ | 120/54.5           | 1:38.20 | 7馬身3/4      | （Fancatstik）   |
| 0000.11.15 | ローレルパーク         | ローレルフューチュリティ | G3 | ダ8.5f | 7    | 1         | 1          | 1着  | R. ドミンゲス     | 122/55.5           | 1:43.81 | 4馬身3/4      | （Polish Rifle） |
| 2004.03.13 | ガルフストリームパーク | フロリダダービー         | G1 | ダ9f   | 10   | 4         | 4          | 6着  | E. プラード       | 122/55.5           |         | （5馬身3/4）  | Friends Lake     |
| 0000.04.10 | アケダクト             | ウッドメモリアルS        | G1 | ダ9f   | 11   | 2         | 2          | 1着  | R. ドミンゲス     | 123/55.5           | 1:49.70 | 1/2馬身       | Master David     |
| 0000.05.01 | チャーチルダウンズ     | ケンタッキーダービー     | G1 | ダ10f  | 18   | 16        | 18         | 9着  | R. ドミンゲス     | 126/57             |         | （15馬身3/4） | Smarty Jones     |
| 0000.11.06 | フィラデルフィアパーク | ペンシルベニアダービー   | G2 | ダ9f   | 12   | 12        | 12         | 9着  | R. ドミンゲス     | 122/55.5           |         | （17馬身1/2） | Love of Money    |

## 引退後
引退後はケンタッキー州レキシントンのゲインズウェイファームで種牡馬入りし、初年度となる2005年の種付け料は1万5000ドルに設定された。2008年に初年度産駒がデビューすると、いきなりスターダムバウンドがブリーダーズカップ・ジュヴェナイルフィリーズなどG1競走3勝を挙げてエクリプス賞最優秀2歳牝馬に選出される活躍で、北米リーディングファーストクロップサイアーおよび北米リーディング2歳サイアーとなった。その後も毎年活躍馬を送り出し、2010年に5万ドルに上がっていた種付け料は2011年に8万ドル、2012年からは種付け料が12万5000ドルと、初年度産駒がデビューした2008年（1万2500ドル）からわずか4年で10倍に跳ね上がった。その後も毎年活躍馬を送り出した結果、2015年の種付料は前年の15万ドルから30万ドルへと倍増し、年間の種付け頭数を最高125頭に制限しつつも2018年までその価格を維持し続けていたが、2019年は22万5000ドル、2020年はレーンズエンドファーム繋養のクオリティロードと同額の20万ドルに落ち着いている。
産駒による年間最多収得賞金額も際立っており、2014年には、2007年にスマートストライクが樹立した、産駒による北米年間最多収得賞金を10月31日時点で更新し、最終的には250万ドルほど上回る新記録で自身初の北米リーディングサイアーとなった。以降、産駒の最多収得賞金の首位の座を維持し続け、また幼駒も高値で取引され続けていることから、北米地域における競馬競走と競走馬市場の双方で支配的な存在を示す種牡馬とも評されている。
日本では、競走馬として輸入された産駒にフェブラリーステークスなどを勝ったテスタマッタやUAEダービー勝ち馬でアメリカクラシック三冠に皆勤したラニなどがおり、種牡馬生活の初期においてはテスタマッタの獲得賞金が産駒収得賞金額の大半を占めていたとも報じられていた。そのほかにも、スターダムバウンドなどが繁殖牝馬として輸入されている。

### おもな産駒
※G1競走勝ち馬のみ記載
- 2006年産
  - Stardom Bound / *スターダムバウンド - ブリーダーズカップ・ジュヴェナイルフィリーズ、デルマーデビュータントステークス、ラスヴァージネスステークス、オークリーフステークス、サンタアニタオークス[19]
  - Careless Jewel / ケアレスジュエル - アラバマステークス[20]
  - Laragh / *ララア - ハリウッドスターレットステークス[21]
  - *テスタマッタ - フェブラリーステークス[22]
- 2007年産
  - Tapitsfly / *タピッツフライ - ジャストアゲームステークス、ファーストレディステークス[23]
- 2008年産
  - Joyful Victory / *ジョイフルビクトリー - サンタマルガリータインビテーショナルステークス[24]
  - Tapizar / タピザー - ブリーダーズカップ・ダートマイル[25]
  - Tell a Kelly / *テルアケリー - デルマーデビュータントステークス[26]
  - Zazu / *ザズー - ラスヴァージネスステークス、レディーズシークレットステークス[27]
- 2009年産
  - Dance Card / ダンスカード - ガゼルステークス[28]
  - Hansen / ハンセン - ブリーダーズカップ・ジュヴェナイル[29]
- 2011年産
  - Constitution /コンスティテューション - フロリダダービー、ドンハンデキャップ[30]
  - Tonalist / トーナリスト - ベルモントステークス、ジョッキークラブゴールドカップステークス連覇、シガーマイルハンデキャップ[31]
  - Untapable / アンタパブル - ブリーダーズカップ・ディスタフ、ケンタッキーオークス、マザーグースステークス、コティリオンステークス、アップルブロッサムハンデキャップ[32]
- 2012年産
  - Frosted / フロステッド - ウッドメモリアルステークス、メトロポリタンハンデキャップ、ホイットニーハンデキャップ[33]
- 2013年産
  - Creator / *クリエイターII - ベルモントステークス、アーカンソーダービー[34]
  - Cupid / キューピッド - ゴールドカップアットサンタアニタステークス[35]
  - Time and Motion / タイムアンドモーション - クイーンエリザベス2世チャレンジカップステークス[36]
- 2014年産
  - Pretty City Dancer / プリティシティダンサー - スピナウェイステークス[37]
  - Sweet Loretta / スイートロレッタ - スピナウェイステークス[38]
  - Tapwrit / タップリット - ベルモントステークス[39]
  - Dream Dancing / ドリームダンシング - アラバマステークス[40]
  - Unique Bella / ユニークベラ - ラブレアステークス、ビホルダーマイルステークス、クレメントL.ハーシュステークス
- 2015年産
  - New York Central / ニューヨークセントラル - サウジアスプリント
- 2016年産
  - Chasing Yesterday / チェイシングイエスタデイ - スターレットステークス[41]
  - Valiance / ヴァリアンス - スピンスターステークス
- 2018年産
  - Essential Quality / エッセンシャルクオリティ - ブリーダーズフューチュリティステークス、ブリーダーズカップ・ジュヴェナイル、ベルモントステークス、トラヴァーズステークス
  - Flightline / フライトライン - マリブステークス、メトロポリタンハンデキャップ、パシフィッククラシックステークス、ブリーダーズカップ・クラシック
  - Pauline's Pearl / ポーリンズパール - ラトロワンヌステークス
  - Proxy / プロクシ - クラークステークス
- 2020年産
  - Tapit Trice / タピットトライス - ブルーグラスステークス
  - Arthur's Ride / アーサーズライド - ホイットニーステークス
- 2022年産
  - Sandman / サンドマン - アーカンソーダービー

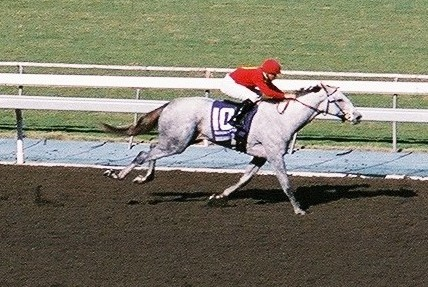
スターダムバウンド（2006年産）
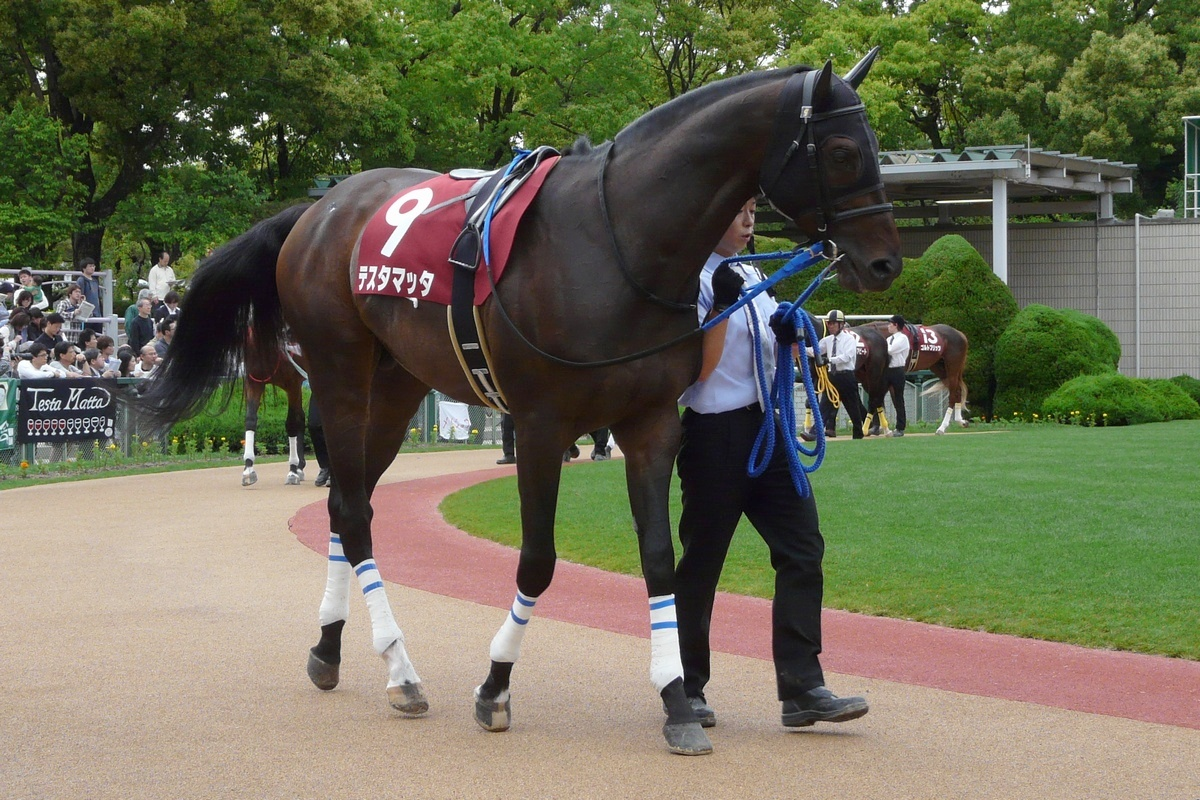
テスタマッタ（2006年産）
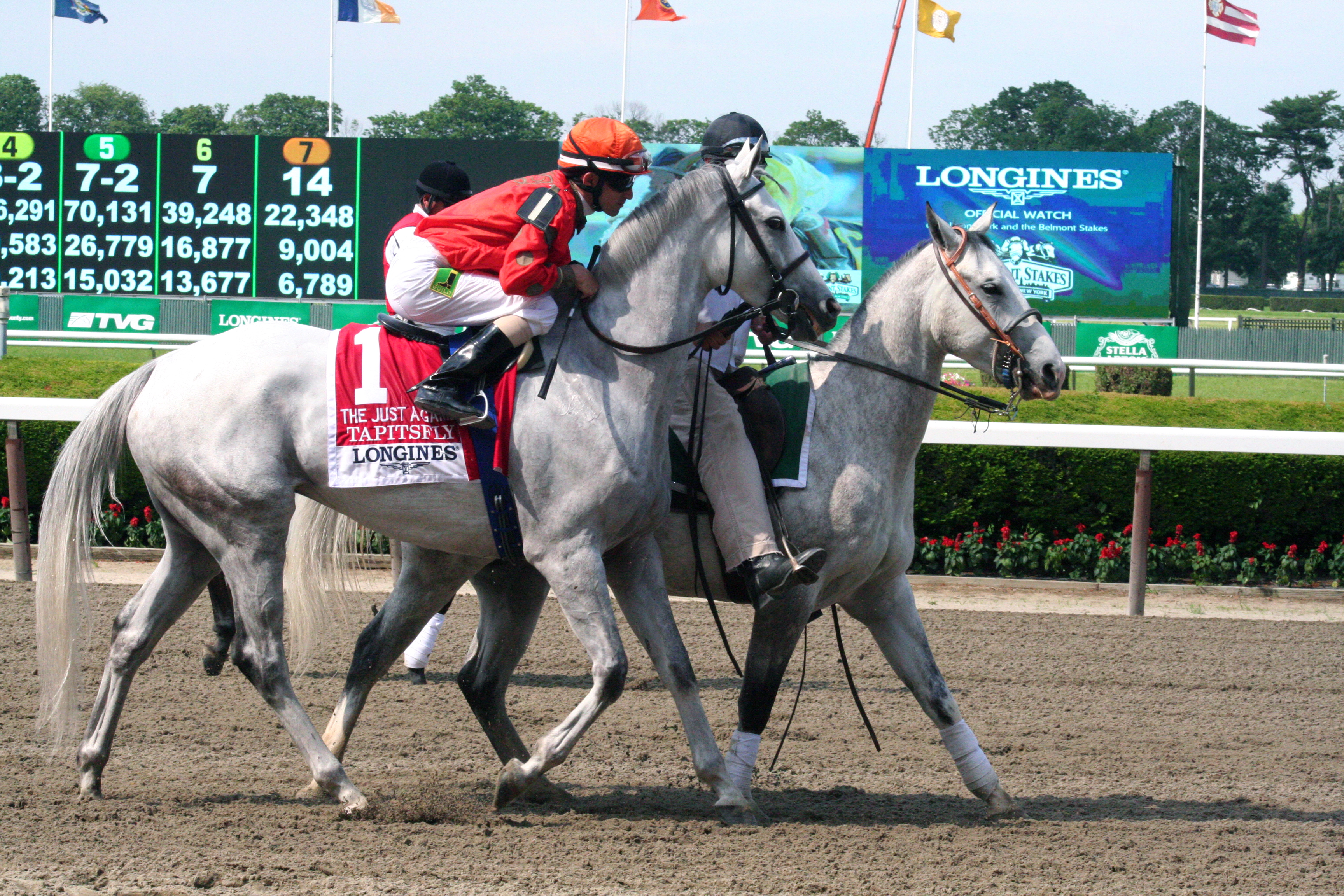
タピッツフライ（2007年産）
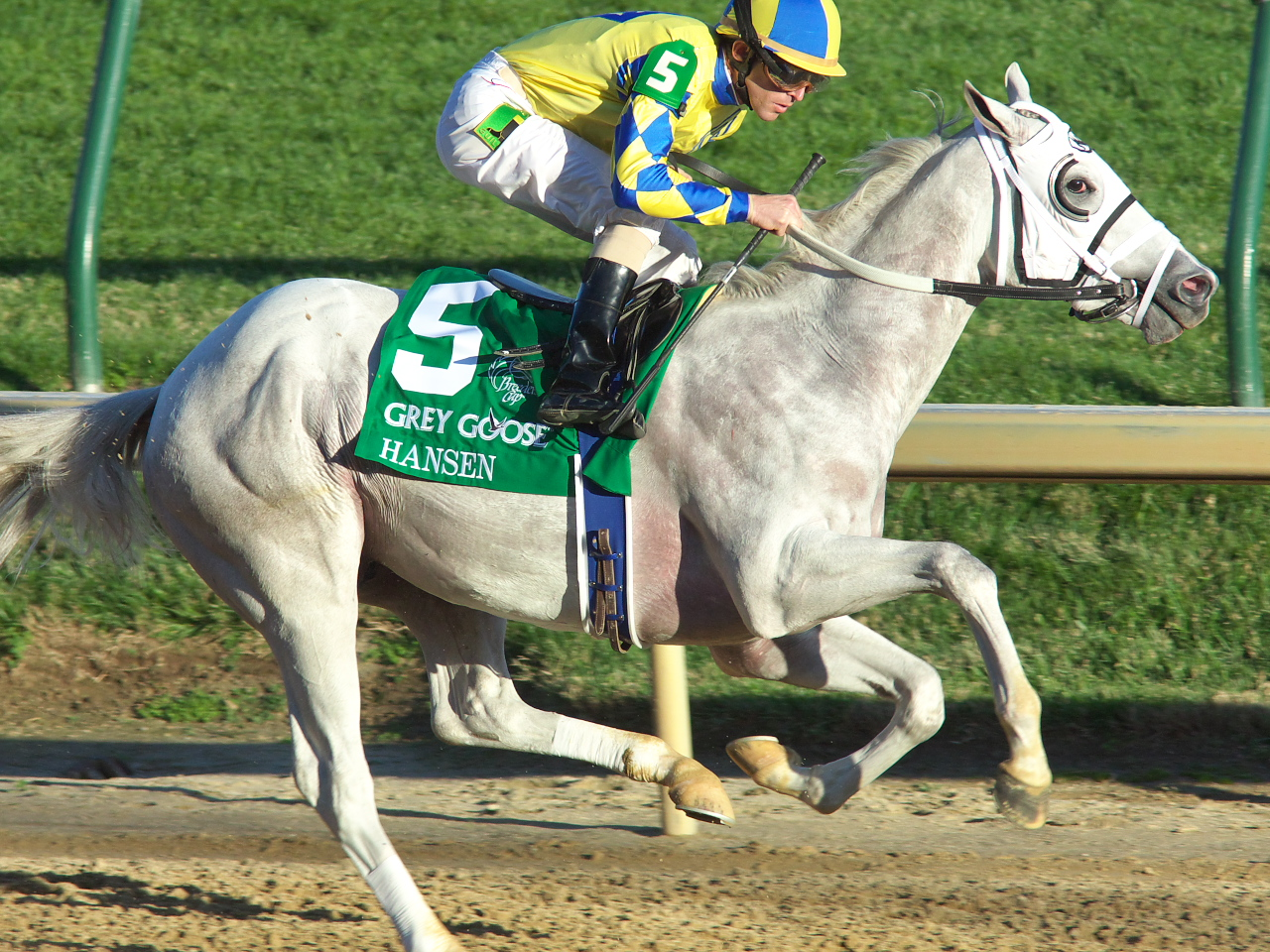
ハンセン（2009年産）
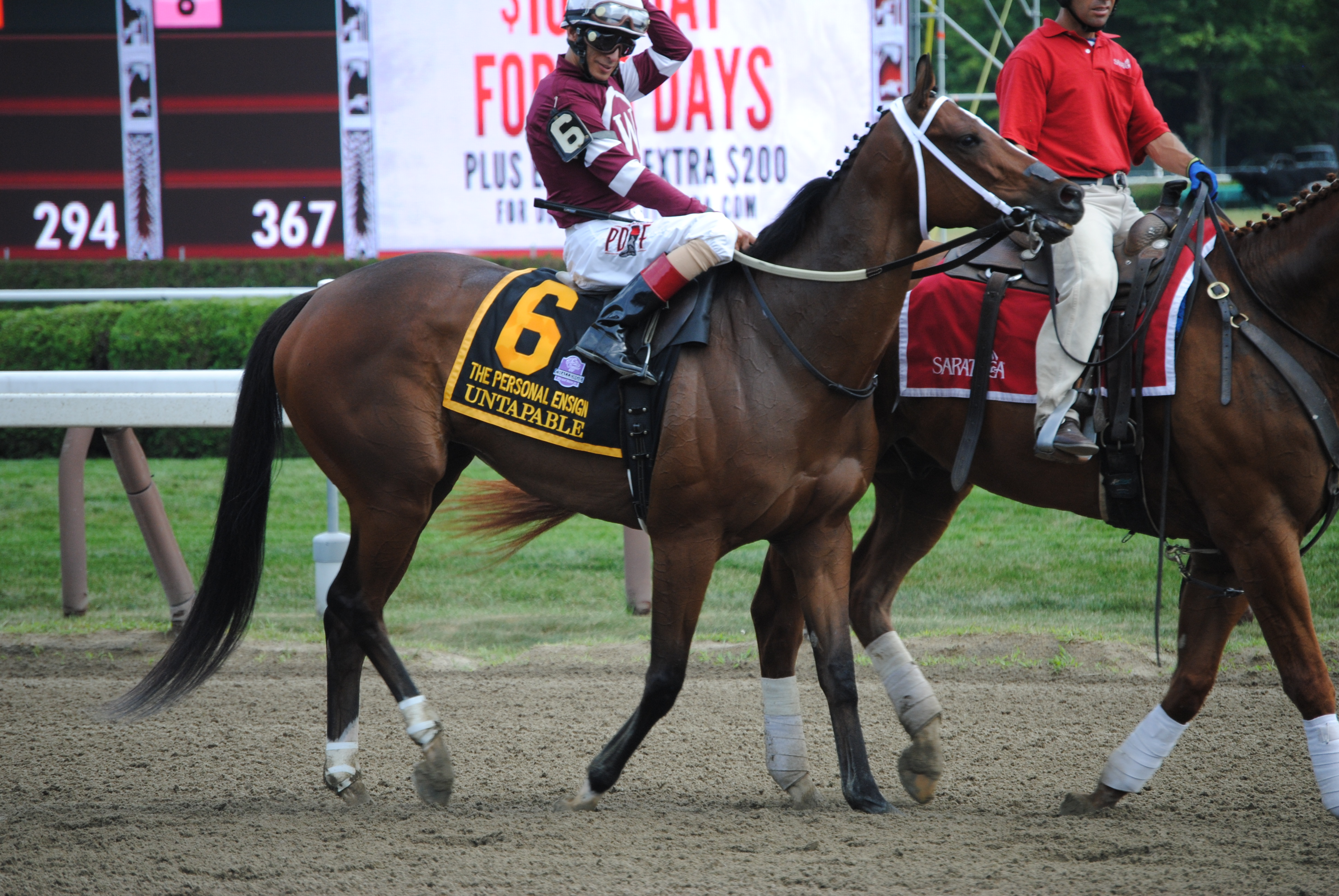
アンタパブル（2011年産）
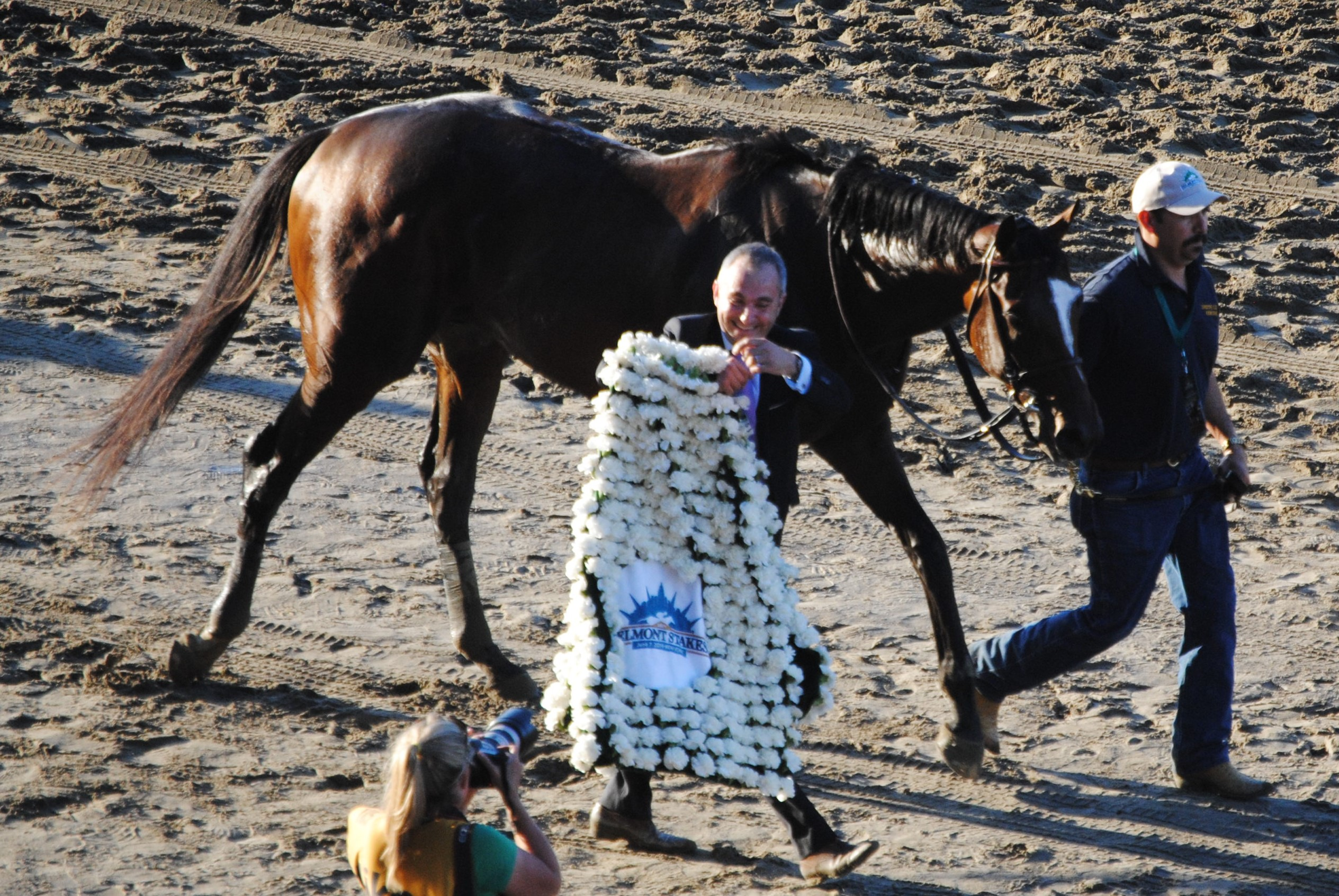
トーナリスト（2011年産）
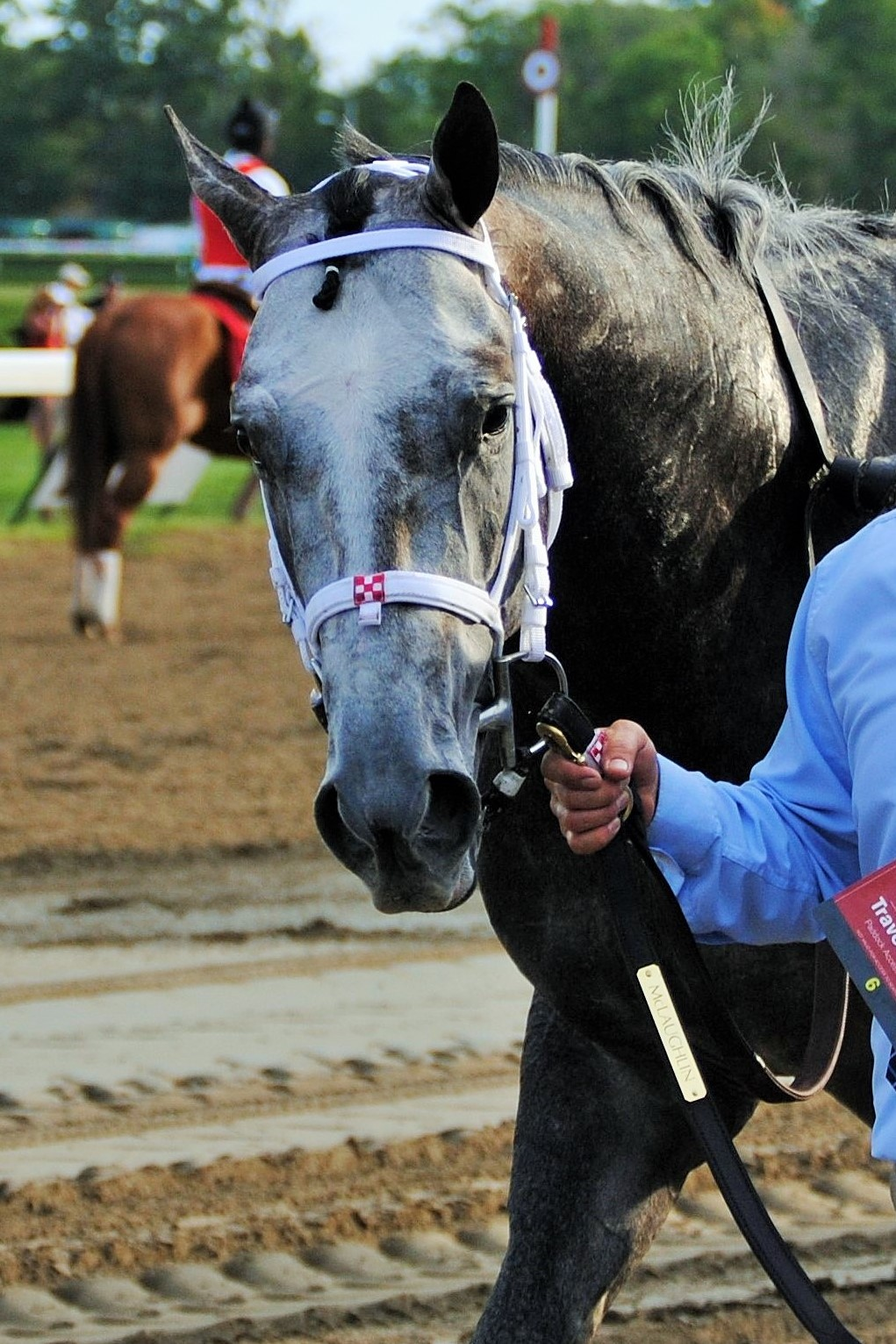
フロステッド（2012年産）
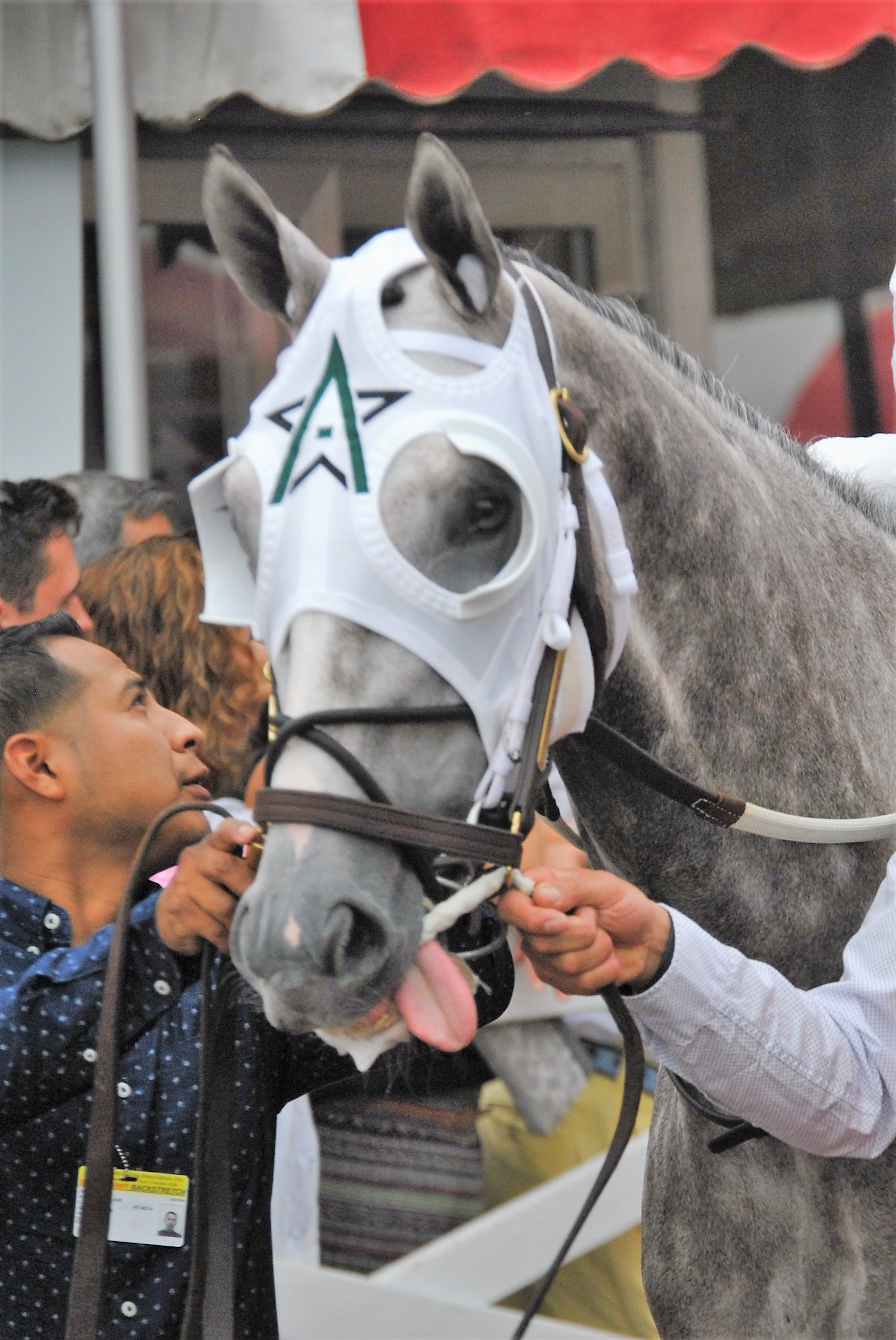
クリエイターII（2013年産）

### 母父としての主な産駒
- 2015年産
  - サラス - マーメイドステークス（父オルフェーヴル）[42]
- 2016年産
  - グランアレグリア - サウジアラビアロイヤルカップ、桜花賞、阪神カップ、安田記念、スプリンターズステークス、マイルチャンピオンシップ2回、ヴィクトリアマイル（父ディープインパクト）[43]
  - Lexitonian / レキシトニアン - アルフレッド・G・ヴァンダービルトハンデキャップ（父スパイツタウン）
  - Halladay / ハラデイ - フォースターデイヴハンデキャップ（父ウォーフロント）
- 2017年産
  - Tripoli / トリポリ - パシフィッククラシックステークス（父キトゥンズジョイ）
  - シャムロックヒル - マーメイドステークス（父キズナ）
- 2018年産
  - Cody’s Wish / コディーズウィッシュ - フォアゴーステークス、ブリーダーズカップ・ダートマイル2回、チャーチルダウンズステークス、メトロポリタンハンデキャップ（父カーリン）
- 2019年産
  - Society / ソサエティ - コティリオンステークス、バレリーナハンデキャップ（父ガンランナー）
- 2020年産
  - Pretty Mischievous / プリティミスチヴァス - ケンタッキーオークス、エイコーンステークス、テストステークス（父イントゥミスチーフ）
  - Arcangelo / アルカンジェロ - ベルモントステークス、トラヴァーズステークス（父アロゲート）
  - Saudi Crown / サウジクラウン - ペンシルベニアダービー（父オールウェイズドリーミング）
  - Kingsbarns / キングズバーンズ - スティーブンフォスターステークス（父アンクルモー）
  - Hit Show / ヒットショー - ドバイワールドカップ（父キャンディライド）
- 2022年産
  - Tenma / テンマ - デルマーデビュータントステークス（父ナイキスト）

## ベルモントステークスとの関わり
タピットはアメリカの三冠競走のひとつであるベルモントステークスに非常に強く、例年のように上位に産駒が名を連ねている。2014年に初めて産駒が同競走に出走したが、2021年開催終了の時点で4頭の勝ち馬を出しており、2着と3着も2頭ずつ、さらに孫も1勝している。ベルモントステークス4勝は19世紀の大種牡馬レキシントンに並ぶ大記録である。

## 血統表
| タピットの血統              | タピットの血統                                                                  | タピットの血統                                                                  | （血統表の出典）                                                                | （血統表の出典） |
| 父系                        | シアトルスルー系                                                                | シアトルスルー系                                                                | シアトルスルー系                                                                | [ § 2 ]          |
| 父 Pulpit 1994 鹿毛         | 父の父A.P. Indy 1989 黒鹿毛                                                     | Seattle Slew                                                                    | Bold Reasoning                                                                  | Bold Reasoning   |
| 父 Pulpit 1994 鹿毛         | 父の父A.P. Indy 1989 黒鹿毛                                                     | Seattle Slew                                                                    | My Charmer                                                                      |                  |
| 父 Pulpit 1994 鹿毛         | 父の父A.P. Indy 1989 黒鹿毛                                                     | Weekend Surprise                                                                | Secretariat                                                                     | Secretariat      |
| 父 Pulpit 1994 鹿毛         | 父の父A.P. Indy 1989 黒鹿毛                                                     | Weekend Surprise                                                                | Lassie Dear                                                                     |                  |
| 父 Pulpit 1994 鹿毛         | 父の母Preach 1989 鹿毛                                                          | Mr. Prospector                                                                  | Raise a Native                                                                  | Raise a Native   |
| 父 Pulpit 1994 鹿毛         | 父の母Preach 1989 鹿毛                                                          | Mr. Prospector                                                                  | Gold Digger                                                                     |                  |
| 父 Pulpit 1994 鹿毛         | 父の母Preach 1989 鹿毛                                                          | Narrate                                                                         | Honest Pleasure                                                                 | Honest Pleasure  |
| 父 Pulpit 1994 鹿毛         | 父の母Preach 1989 鹿毛                                                          | Narrate                                                                         | State                                                                           |                  |
| 母 Tap Your Heels 1996 芦毛 | 母の父Unbridled 1987 黒鹿毛                                                     | Fappiano                                                                        | Mr. Prospector                                                                  | Mr. Prospector   |
| 母 Tap Your Heels 1996 芦毛 | 母の父Unbridled 1987 黒鹿毛                                                     | Fappiano                                                                        | Killaloe                                                                        |                  |
| 母 Tap Your Heels 1996 芦毛 | 母の父Unbridled 1987 黒鹿毛                                                     | Gana Facil                                                                      | Le Fabuleux                                                                     | Le Fabuleux      |
| 母 Tap Your Heels 1996 芦毛 | 母の父Unbridled 1987 黒鹿毛                                                     | Gana Facil                                                                      | Charedi                                                                         |                  |
| 母 Tap Your Heels 1996 芦毛 | 母の母Ruby Slippers 1982 芦毛                                                   | Nijinsky II                                                                     | Northern Dancer                                                                 | Northern Dancer  |
| 母 Tap Your Heels 1996 芦毛 | 母の母Ruby Slippers 1982 芦毛                                                   | Nijinsky II                                                                     | Flaming Page                                                                    |                  |
| 母 Tap Your Heels 1996 芦毛 | 母の母Ruby Slippers 1982 芦毛                                                   | Moon Glitter                                                                    | In Reality                                                                      | In Reality       |
| 母 Tap Your Heels 1996 芦毛 | 母の母Ruby Slippers 1982 芦毛                                                   | Moon Glitter                                                                    | Foggy Note                                                                      |                  |
| 母系(F-No.)                 | Silver Song系(FN:3-o)                                                           | Silver Song系(FN:3-o)                                                           | Silver Song系(FN:3-o)                                                           | [ § 3 ]          |
| 5代内の近親交配             | Mr. Prospector 3×4=18.75%、Nijinsky II 5×3=15.63%、In Reality 5･4（母内）=9.38% | Mr. Prospector 3×4=18.75%、Nijinsky II 5×3=15.63%、In Reality 5･4（母内）=9.38% | Mr. Prospector 3×4=18.75%、Nijinsky II 5×3=15.63%、In Reality 5･4（母内）=9.38% | [ § 4 ]          |
| 出典                        | 1. 2. 3. 4.                                                                     | 1. 2. 3. 4.                                                                     | 1. 2. 3. 4.                                                                     | 1. 2. 3. 4.      |

- 祖母Ruby Slippersの子孫にサマーバード、タガノディグオ。